# Simone Verdi
Simone Verdi (Broni, 12 luglio 1992) è un calciatore italiano, centrocampista o attaccante svincolato.

## Caratteristiche tecniche
Di ruolo esterno destro, può giocare anche a sinistra o da trequartista. È un giocatore imprevedibile, dotato di dribbling e di buona visione di gioco. Sotto la guida di Davide Nicola al Torino è stato impiegato nel ruolo di mezzala. È anche un buon battitore di punizioni e rigori. Sebbene sia un sinistro naturale, il suo preciso destro gli consente le esecuzioni dei calci da fermo con entrambi i piedi.

## Carriera

### Club

#### Milan e cessione al Torino
È arrivato al Milan dalla società dilettantistica dell'Audax Travacò all'età di 11 anni. Ha esordito tra i professionisti all'età di 17 anni, nella partita di Coppa Italia contro il Novara, disputata il 13 gennaio 2010. Ha poi fatto la sua seconda apparizione due settimane dopo, nei quarti di finale contro l'Udinese, persi dal Milan per 0-1. Nell'estate del 2011 è stato ceduto in compartecipazione al Torino, in uno scambio con Gianmario Comi. Con la squadra granata ha giocato 12 partite in Serie B nella stagione 2011-2012 e 4 partite in Serie A l'anno seguente. Il 23 gennaio 2013 è passato in prestito alla Juve Stabia, in Serie B, chiudendo la stagione con 20 presenze.

#### Empoli
Nell'estate del 2013 è stato ceduto in prestito dal Torino all'Empoli, in Serie B; il 23 novembre seguente ha segnato il suo primo gol in carriera, realizzando il definitivo 3-1 nella partita contro lo Spezia. Ha chiuso la stagione con 5 gol in 39 presenze, contribuendo alla promozione in Serie A dei toscani. L'estate successiva, dopo il rinnovo della comproprietà tra Milan e Torino, si è trasferito nuovamente in prestito all'Empoli, con cui ha giocato in Serie A. Ha realizzato la sua prima rete in massima serie il 7 dicembre 2014, siglando il gol del momentaneo vantaggio nella trasferta di Napoli terminata sul punteggio di 2-2. Successivamente, il 20 gennaio 2015, ha segnato il suo primo gol in Coppa Italia contro la Roma nella partita valida per gli ottavi di finale (poi persa ai tempi supplementari).

#### Eibar e Carpi
Il 25 giugno seguente, data ultima per la risoluzione delle comproprietà, il Milan si è aggiudicato il giocatore alle buste per circa 450000 €. Il 16 agosto 2015 è stato acquistato in prestito dall'Eibar, società spagnola della Primera División con la quale esordisce il 19 settembre nella partita interna persa 0-2 contro l'Atlético Madrid entrando al 71'.
Il 1º febbraio 2016 è passato al Carpi in prestito con diritto di riscatto. Il 28 febbraio 2016 ha segnato il suo primo gol con gli emiliani realizzando da undici metri il momentaneo pareggio con l'Atalanta. Sua è anche la doppietta contro l'Udinese nell'ultima di campionato che basta al Carpi per vincere, ma non per salvarsi. Il 28 giugno ha annunciato, tramite il proprio profilo Instagram, l'addio al club biancorosso, in quanto non è stato riscattato.

#### Bologna
L'8 luglio seguente il Bologna ha comunicato il suo acquisto a titolo definitivo dal Milan. L'11 settembre 2016, nella gara interna di Serie A contro il Cagliari, mette a segno il suo primo gol con la nuova maglia. Il 4 novembre 2017, In una gara casalinga contro il Crotone, realizza una doppietta con due calci di punizione, entrambi tirati dai 25 metri, il primo segnato calciando col piede sinistro dalla zona di destra e il secondo col piede destro dalla zona di sinistra. Termina la stagione 2017-2018 con 10 gol e 10 assist.

#### Napoli
L'11 giugno 2018 viene acquistato a titolo definitivo dal Napoli per 25 milioni di euro. Realizza il suo primo gol con la maglia del Napoli il 23 settembre nella vittoria degli azzurri per 1-3 sul campo del Torino. Il 3 ottobre fa il suo debutto in assoluto in Champions League, subentrando al sessantottesimo minuto nella partita vinta in casa contro il Liverpool per 1-0. Durante la gara in trasferta contro l'Udinese del 20 ottobre 2018 subisce un infortunio, a causa del quale rimane lontano dal campo per circa due mesi. Il primo gol in casa, nonché secondo in campionato, giunge il 2 febbraio 2019 nella partita vinta per 3-0 contro la Sampdoria. Il 21 febbraio seguente segna il suo primo gol in carriera nelle competizioni UEFA per club nella partita vinta per 2-0 al San Paolo contro lo Zurigo.

#### Torino
Il 2 settembre 2019, durante gli ultimi minuti di calciomercato, Verdi viene acquistato in prestito con obbligo di riscatto dal Torino per un totale di 23 milioni di euro (3 per il prestito, 20 per l'obbligo di riscatto) più eventuali 2 milioni di euro di bonus: si tratta del più grande esborso economico che il Torino abbia mai fatto per l'acquisto di un giocatore. Riesordisce con la maglia granata il 16 settembre in occasione della sconfitta casalinga col Lecce (1-2). Segna il primo gol in A col Torino l'8 febbraio 2020, siglando il momentaneo vantaggio nella partita casalinga con la Sampdoria, persa per 3-1.
A Torino Verdi non riesce a rendere, finendo pure ai margini della rosa sotto la guida di Ivan Jurić nella stagione 2021-2022.

#### Prestiti a Salernitana e Verona
Il 28 gennaio 2022 passa alla Salernitana, a titolo temporaneo dal Torino. Debutta con i campani il 7 febbraio nel pareggio per 2-2 contro lo Spezia, in cui realizza una doppietta finalizzando due calci di punizione. Sua è anche la rete del 2-1 nello scontro salvezza con il Venezia all'Arechi. A fine stagione, dopo aver totalizzato 15 presenze e 5 gol, torna al Torino.
Il 1º settembre 2022 viene ceduto in prestito al Verona; segna la prima rete con i veneti il 13 novembre, portando momentaneamente in vantaggio il Verona nella sfida contro lo Spezia, persa poi per 2-1. Finisce il campionato con 5 reti in 26 partite (spareggio incluso), miglior marcatore della squadra e fondamentale nella rincorsa culminata nel vittorioso spareggio-salvezza contro lo Spezia.

#### Ritorno al Torino e Como
A fine prestito fa ritorno al Torino, con cui disputa 2 partite (una in campionato ed una in Coppa Italia) prima di venire ceduto al Como a titolo definitivo il 25 agosto 2023. Il 28 ottobre segna la sua prima rete con i lariani, decidendo con un calcio di rigore la partita contro il Catanzaro.
Il 10 maggio segna su rigore il gol decisivo per la promozione in Serie A.

#### Prestito al Sassuolo
Il 3 febbraio 2025 viene ceduto in prestito al Sassuolo; il 29 marzo segna la sua prima rete con i neroverdi, trasformando il calcio di rigore del definitivo successo per 5-1 nel derby contro la Reggiana.

### Nazionale
Ha giocato alcune partite amichevoli con la nazionale Under-19. Ha esordito con la nazionale Under 21 il 4 giugno 2014, nell'amichevole vinta 4-0 contro il Montenegro. Ha preso parte all'Europeo Under-21 2015 in Repubblica Ceca, sotto la guida del CT Luigi Di Biagio.
Il 28 marzo 2017 esordisce in nazionale maggiore nell'amichevole vinta 2-1 contro l'Olanda, subentrando al 91º a Verratti. Viene nuovamente convocato in nazionale maggiore dal C.T. Gian Piero Ventura in occasione dell'amichevole contro San Marino del 31 maggio 2017.

## Statistiche

### Presenze e reti nei club
Statistiche aggiornate al 13 maggio 2025.
| Stagione        | Squadra         | Campionato      | Campionato | Campionato | Coppe nazionali | Coppe nazionali | Coppe nazionali | Coppe continentali | Coppe continentali | Coppe continentali | Altre coppe | Altre coppe | Altre coppe | Totale | Totale |
| Stagione        | Squadra         | Comp            | Pres       | Reti       | Comp            | Pres            | Reti            | Comp               | Pres               | Reti               | Comp        | Pres        | Reti        | Pres   | Reti   |
| --------------- | --------------- | --------------- | ---------- | ---------- | --------------- | --------------- | --------------- | ------------------ | ------------------ | ------------------ | ----------- | ----------- | ----------- | ------ | ------ |
| 2009-2010       | Milan           | A               | 0          | 0          | CI              | 2               | 0               | UCL                | 0                  | 0                  | -           | -           | -           | 2      | 0      |
| 2010-2011       | Milan           | A               | 0          | 0          | CI              | 0               | 0               | UCL                | 0                  | 0                  | -           | -           | -           | 0      | 0      |
| Totale Milan    | Totale Milan    | Totale Milan    | 0          | 0          |                 | 2               | 0               |                    | 0                  | 0                  |             | -           | -           | 2      | 0      |
| 2011-2012       | Torino          | B               | 12         | 0          | CI              | 1               | 0               | -                  | -                  | -                  | -           | -           | -           | 13     | 0      |
| 2012-gen. 2013  | Torino          | A               | 4          | 0          | CI              | 2               | 0               | -                  | -                  | -                  | -           | -           | -           | 6      | 0      |
| gen.-giu. 2013  | Juve Stabia     | B               | 20         | 0          | CI              | 0               | 0               | -                  | -                  | -                  | -           | -           | -           | 20     | 0      |
| 2013-2014       | Empoli          | B               | 40         | 5          | CI              | 2               | 1               | -                  | -                  | -                  | -           | -           | -           | 42     | 6      |
| 2014-2015       | Empoli          | A               | 26         | 1          | CI              | 2               | 2               | -                  | -                  | -                  | -           | -           | -           | 28     | 3      |
| Totale Empoli   | Totale Empoli   | Totale Empoli   | 66         | 6          |                 | 4               | 3               |                    | -                  | -                  |             | -           | -           | 70     | 9      |
| 2015-gen. 2016  | Eibar           | PD              | 9          | 0          | CR              | 4               | 1               |                    | -                  | -                  | -           | -           | -           | 13     | 1      |
| gen.-giu. 2016  | Carpi           | A               | 8          | 3          | CI              | 0               | 0               | -                  | -                  | -                  | -           | -           | -           | 8      | 3      |
| 2016-2017       | Bologna         | A               | 28         | 6          | CI              | 1               | 0               | -                  | -                  | -                  | -           | -           | -           | 29     | 6      |
| 2017-2018       | Bologna         | A               | 34         | 10         | CI              | 1               | 0               | -                  | -                  | -                  | -           | -           | -           | 35     | 10     |
| Totale Bologna  | Totale Bologna  | Totale Bologna  | 62         | 16         |                 | 2               | 0               |                    | 0                  | 0                  |             | -           | -           | 64     | 16     |
| 2018-2019       | Napoli          | A               | 22         | 3          | CI              | 0               | 0               | UCL+UEL            | 1+1                | 0+1                | -           | -           | -           | 24     | 4      |
| 2019-2020       | Torino          | A               | 33         | 2          | CI              | 1               | 0               | -                  | -                  | -                  | -           | -           | -           | 34     | 2      |
| 2020-2021       | Torino          | A               | 33         | 1          | CI              | 1               | 2               | -                  | -                  | -                  | -           | -           | -           | 34     | 3      |
| 2021-gen. 2022  | Torino          | A               | 3          | 1          | CI              | 1               | 0               | -                  | -                  | -                  | -           | -           | -           | 4      | 1      |
| gen.-giu. 2022  | Salernitana     | A               | 15         | 5          | CI              | -               | -               | -                  | -                  | -                  | -           | -           | -           | 15     | 5      |
| 2022-2023       | Verona          | A               | 24+1       | 5          | CI              | -               | -               | -                  | -                  | -                  | -           | -           | -           | 25     | 5      |
| ago. 2023       | Torino          | A               | 1          | 0          | CI              | 1               | 0               | -                  | -                  | -                  | -           | -           | -           | 2      | 0      |
| Totale Torino   | Totale Torino   | Totale Torino   | 86         | 4          |                 | 7               | 2               |                    | -                  | -                  |             | -           | -           | 93     | 6      |
| ago. 2023-2024  | Como            | B               | 34         | 8          | CI              | -               | -               | -                  | -                  | -                  | -           | -           | -           | 34     | 8      |
| 2024-feb. 2025  | Como            | A               | 9          | 0          | CI              | 1               | 0               | -                  | -                  | -                  | -           | -           | -           | 10     | 0      |
| Totale Como     | Totale Como     | Totale Como     | 43         | 8          |                 | 1               | 0               |                    | -                  | -                  |             | -           | -           | 44     | 8      |
| feb.-giu. 2025  | Sassuolo        | B               | 9          | 2          | CI              | 0               | 0               | -                  | -                  | -                  | -           | -           | -           | 9      | 2      |
| Totale carriera | Totale carriera | Totale carriera | 364+1      | 52         |                 | 20              | 6               |                    | 2                  | 1                  |             | -           | -           | 387    | 59     |

### Cronologia presenze e reti in nazionale
| Cronologia completa delle presenze e delle reti in nazionale ― Italia | Cronologia completa delle presenze e delle reti in nazionale ― Italia | Cronologia completa delle presenze e delle reti in nazionale ― Italia | Cronologia completa delle presenze e delle reti in nazionale ― Italia | Cronologia completa delle presenze e delle reti in nazionale ― Italia | Cronologia completa delle presenze e delle reti in nazionale ― Italia | Cronologia completa delle presenze e delle reti in nazionale ― Italia | Cronologia completa delle presenze e delle reti in nazionale ― Italia |
| Data                                                                  | Città                                                                 | In casa                                                               | Risultato                                                             | Ospiti                                                                | Competizione                                                          | Reti                                                                  | Note                                                                  |
| --------------------------------------------------------------------- | --------------------------------------------------------------------- | --------------------------------------------------------------------- | --------------------------------------------------------------------- | --------------------------------------------------------------------- | --------------------------------------------------------------------- | --------------------------------------------------------------------- | --------------------------------------------------------------------- |
| 28-3-2017                                                             | Amsterdam                                                             | Paesi Bassi                                                           | 1 – 2                                                                 | Italia                                                                | Amichevole                                                            | -                                                                     | 90+1’                                                                 |
| 6-10-2017                                                             | Torino                                                                | Italia                                                                | 1 – 1                                                                 | Macedonia                                                             | Qual. Mondiali 2018                                                   | -                                                                     | 64’                                                                   |
| 28-5-2018                                                             | San Gallo                                                             | Italia                                                                | 2 – 1                                                                 | Arabia Saudita                                                        | Amichevole                                                            | -                                                                     | 76’                                                                   |
| 4-6-2018                                                              | Torino                                                                | Italia                                                                | 1 – 1                                                                 | Paesi Bassi                                                           | Amichevole                                                            | -                                                                     | 61’                                                                   |
| Totale                                                                |                                                                       | Presenze                                                              | 4                                                                     |                                                                       | Reti                                                                  | 0                                                                     |                                                                       |

| Cronologia completa delle presenze e delle reti in nazionale ― Italia under 21 | Cronologia completa delle presenze e delle reti in nazionale ― Italia under 21 | Cronologia completa delle presenze e delle reti in nazionale ― Italia under 21 | Cronologia completa delle presenze e delle reti in nazionale ― Italia under 21 | Cronologia completa delle presenze e delle reti in nazionale ― Italia under 21 | Cronologia completa delle presenze e delle reti in nazionale ― Italia under 21 | Cronologia completa delle presenze e delle reti in nazionale ― Italia under 21 | Cronologia completa delle presenze e delle reti in nazionale ― Italia under 21 |
| Data                                                                           | Città                                                                          | In casa                                                                        | Risultato                                                                      | Ospiti                                                                         | Competizione                                                                   | Reti                                                                           | Note                                                                           |
| ------------------------------------------------------------------------------ | ------------------------------------------------------------------------------ | ------------------------------------------------------------------------------ | ------------------------------------------------------------------------------ | ------------------------------------------------------------------------------ | ------------------------------------------------------------------------------ | ------------------------------------------------------------------------------ | ------------------------------------------------------------------------------ |
| 4-6-2014                                                                       | Castel di Sangro                                                               | Italia under 21                                                                | 4 – 0                                                                          | Montenegro under 21                                                            | Amichevole                                                                     | -                                                                              | 46’                                                                            |
| 27-3-2015                                                                      | Paderborn                                                                      | Germania under 21                                                              | 2 – 2                                                                          | Italia under 21                                                                | Amichevole                                                                     | 1                                                                              | 72’                                                                            |
| 30-3-2015                                                                      | Benevento                                                                      | Italia under 21                                                                | 0 – 1                                                                          | Serbia under 21                                                                | Amichevole                                                                     | -                                                                              | 77’                                                                            |
| 18-6-2015                                                                      | Olomouc                                                                        | Italia under 21                                                                | 1 – 2                                                                          | Svezia under 21                                                                | Europeo Under-21 2015 - 1º turno                                               | -                                                                              | 61’                                                                            |
| 24-6-2015                                                                      | Olomouc                                                                        | Inghilterra under 21                                                           | 1 – 3                                                                          | Italia under 21                                                                | Europeo Under-21 2015 - 1º turno                                               | -                                                                              | 75’                                                                            |
| Totale                                                                         |                                                                                | Presenze                                                                       | 5                                                                              |                                                                                | Reti                                                                           | 1                                                                              |                                                                                |

## Palmarès

### Club

#### Competizioni giovanili
- Coppa Italia Primavera: 1

Milan: 2009-2010

#### Competizioni nazionali
- Campionato italiano di Serie B: 1

Sassuolo: 2024-2025